# Giacomo Zanella
Giacomo Zanella (ur. 9 września 1820 w Chiampo, zm. 17 maja 1888 w Monticello Conte Otto) – włoski poeta.

## Życiorys
Urodził się w miejscowości Chiampo, niedaleko miasta Vicenza. Kształcił się w seminarium duchownym, po święceniach kapłańskich w 1843 roku rozpoczął pracę nauczyciela w liceum w rodzinnym Chiampo. Ze względu na swoje poglądy przeciwne władzom austriackim został zmuszony do rezygnacji w roku 1853. Po wyzwoleniu Wenecji otrzymał profesurę w Padwie. W roku 1868 wydany został pierwszy jego tom poezji.

## Twórczość

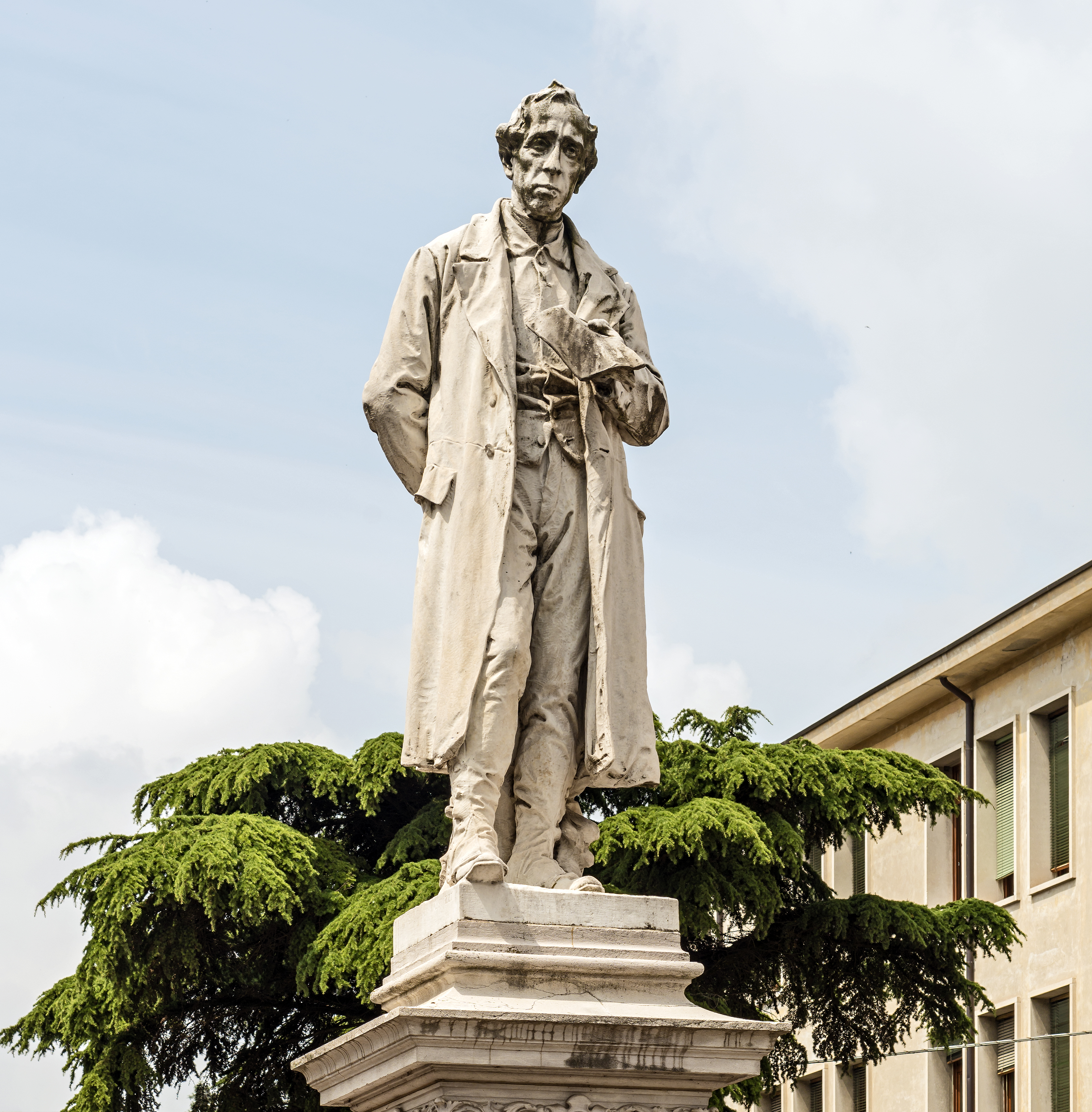
Pomnik Vicenza.

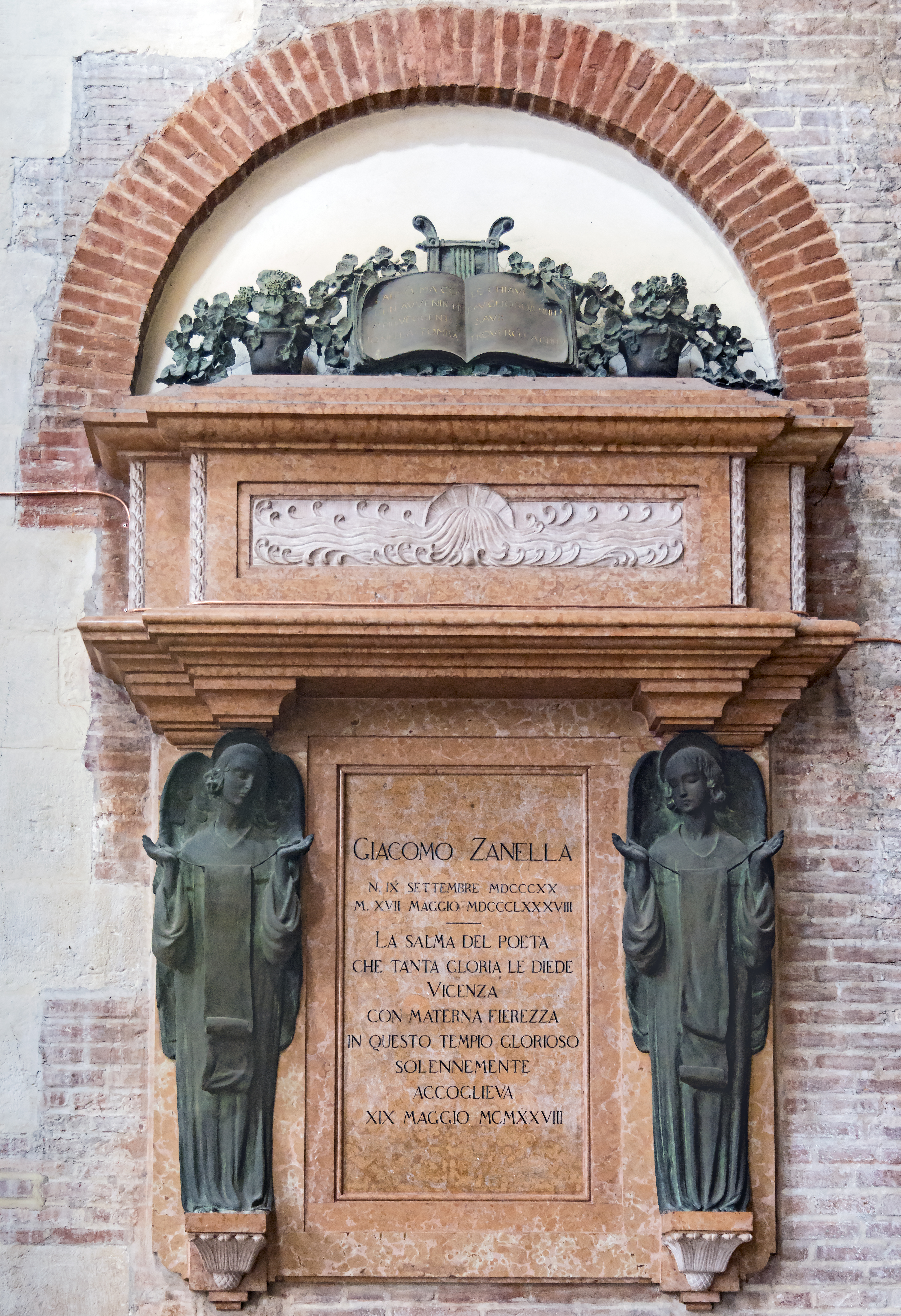
Pomnik Giacomo Zanella

Giacomo Zanella był poeta oryginalnym i tłumaczem. Napisał między innymi długi poemat białym wierszem Milton e Galileo (Milton i Galileusz). W poemacie Psiche (Psyche) zastosował dantejską tercynę. Formy tej użył również w wierszach La vigilia delle nozze, Saffo a Faone i Ero a Leandro. Posłużył się też strofą saficką (Voci secrete).